# Paolo Monti
Paolo Monti (11. srpna 1908, Novara – 29. listopadu 1982 Milán) byl italský fotograf, považovaný za jednoho z největších v Itálii. Je známý svou fotografií architektury.
V počátcích své tvorby experimentoval s abstrakcionismem a s účinky rozmazání a difrakce. V roce 1953 se stal profesionálním fotografem. Pracoval hlavně s fotografiemi architektury, které byly jako ilustrace používány v časopisech a knihách. Od roku 1966 Monti katalogizoval historická centra italských měst.

## Život a dílo
Monti se narodil ve městě Novara. Jeho otec byl bankéř a amatérský fotograf z Val d'Ossola. Jeho rodina se několikrát přestěhovala, když jeho otec migroval mezi malými městy. Navštěvoval Bocconi University v Miláně a promoval v oboru ekonomie v roce 1930, poté několik let pracoval v regionu Piemont. Jeho otec zemřel v roce 1936 a krátce nato se Paolo oženil s Marií Binotti.
Od roku 1939 do roku 1945 žil v Mestre poblíž Benátek, poté se přestěhoval do centra Benátek, kde pracoval v Regionálním zemědělském družstvu a pokračoval v amatérské fotografii.
V roce 1947 pomohl založit klub La Gondola, který brzy začal mít vlastnosti mezinárodního hnutí avantgardní fotografie. V roce 1953 se Monti stal profesionálním fotografem a spolupracoval hlavně s časopisy v oblasti architektury a designu. Pomohl ilustrovat více než 200 svazků o městech, regionech, architektech a umělcích.
Asi od roku 1965 fotografoval ilustrace pro historii italské literatury a fotografoval také údolí Apenin včetně regionu Emilia-Romagna. Později se jeho fotografie vztahovala k italské historii umění. Po roce 1980 se soustředil na fotografické dokumentování dědictví Novara, Jezera Orta a Val d'Ossola. Za tuto práci získal v roce 1981 národní cenu Umberta Zanotti Bianco. Monti zemřel v Miláně 29. listopadu 1982.
Archiv Paola Montiho byl vyhlášen italským ministerstvem kulturního dědictví a aktivit v roce 2004 za sbírku velkého historického významu a díky nadaci BEIC byla v roce 2008 katalogizována a zpřístupněna veřejnosti.

## Publikace
- Paolo Monti. Milan: Gruppo Editoriale Fabbri, 1983. OCLC 42777603. Text: Antonio Arcari.
- Paolo Monti: Fotografo di Brunelleschi: le Architetture Fiorentine. Casalecchio di Reno, Bologna: Grafis, 1986. OCLC 16145381. Editor: Franco Bonilauri. Esej: Salvatore Di Pasquale, „Filippo Brunelleschi dal mito al mistero“ (Filippo Brunelleschi from myth to the mystery). Výstavní katalog „Catalog of an exhibition held at the Palazzo Strozzi, Florencie, 19. července - 12. srpna 1986.“[7]
- Fotografie 1950–1980. Milan: F. Motta, 1993. ISBN 9788871790282. Editor: Giovanni Chiaramonte.

## Výstavy
- First Biennial International Photographic Exhibition, Venice, 1957.[8]

## Sbírky
- Sforza Castle Pinacoteca, Sforza Castle Museums, Milan[2]

## Galerie

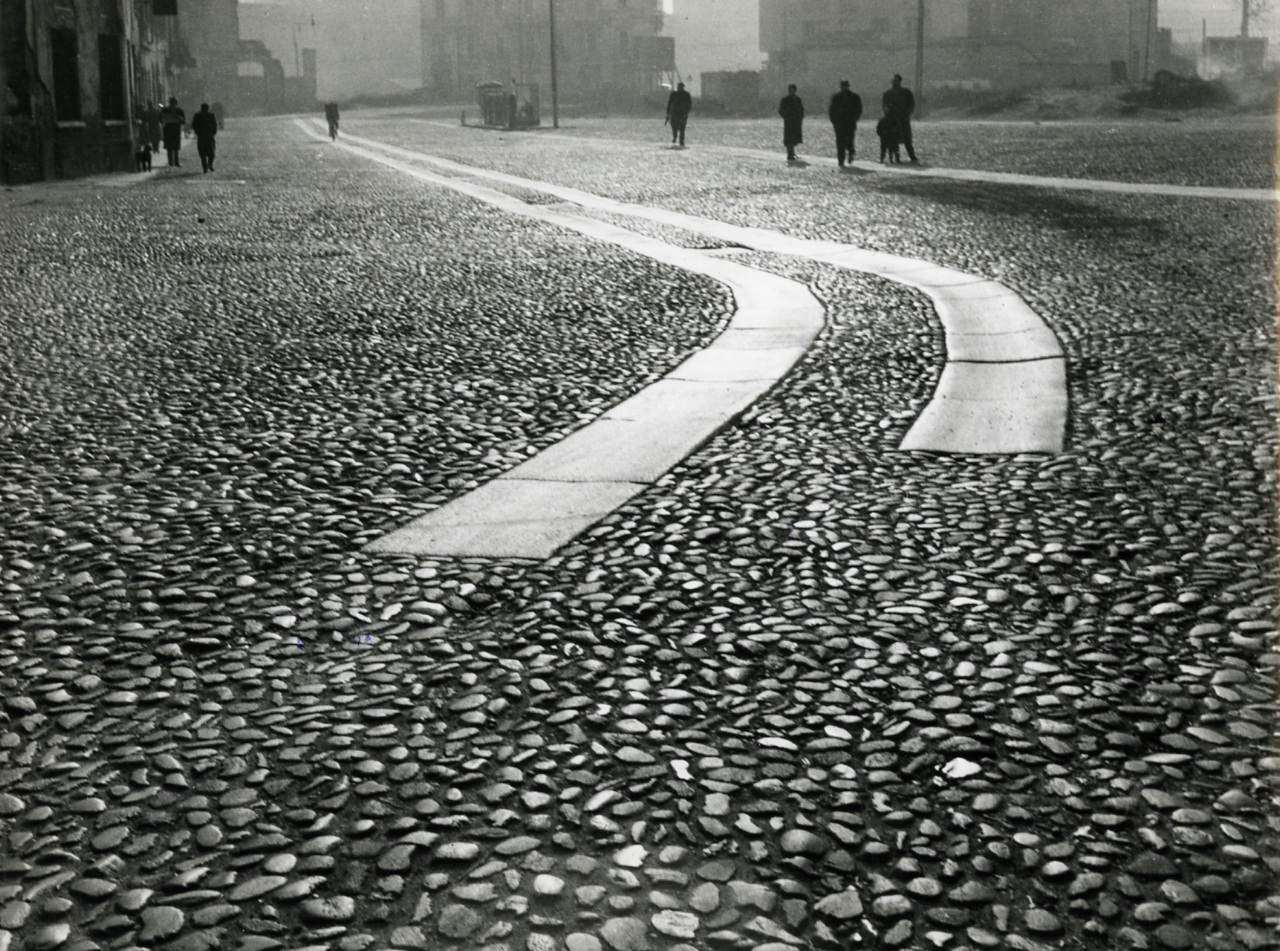
Lo spazio della memoria. Piazza della Vetra nel 1953 (Prostor paměti. Vetrovo náměstí v roce 1953) – Milán, 1953
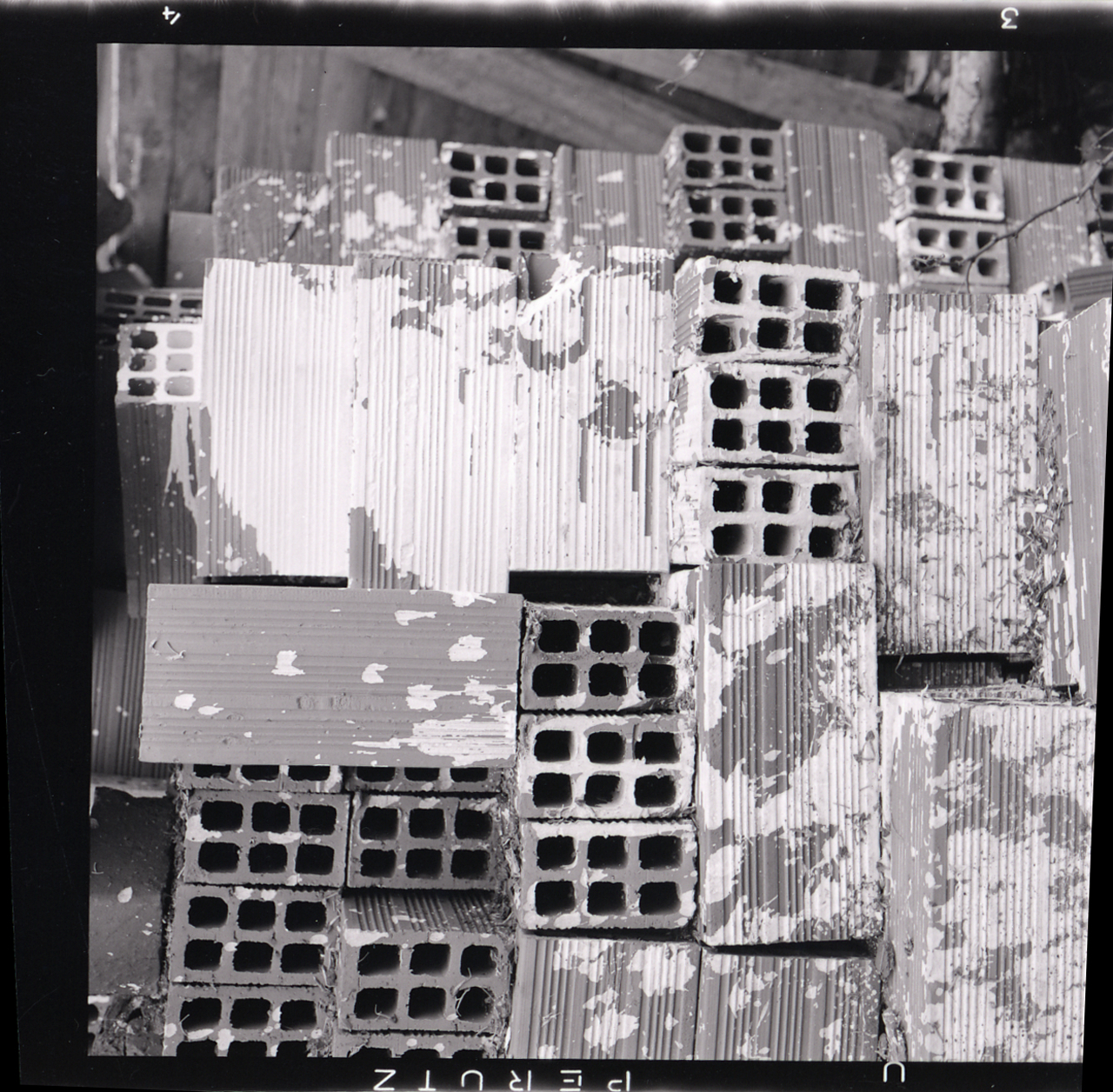
Anzola d'Ossola, 1964
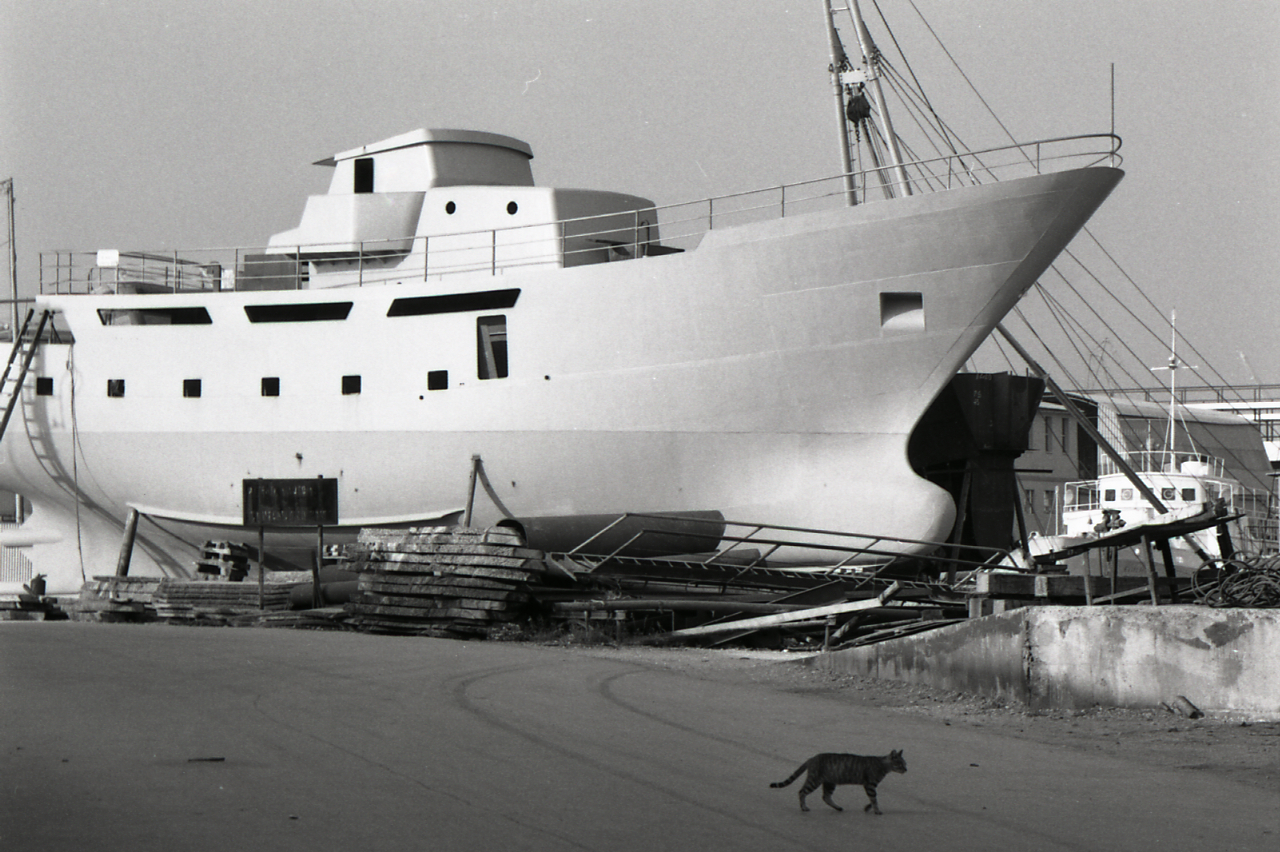
Ancona, 1969
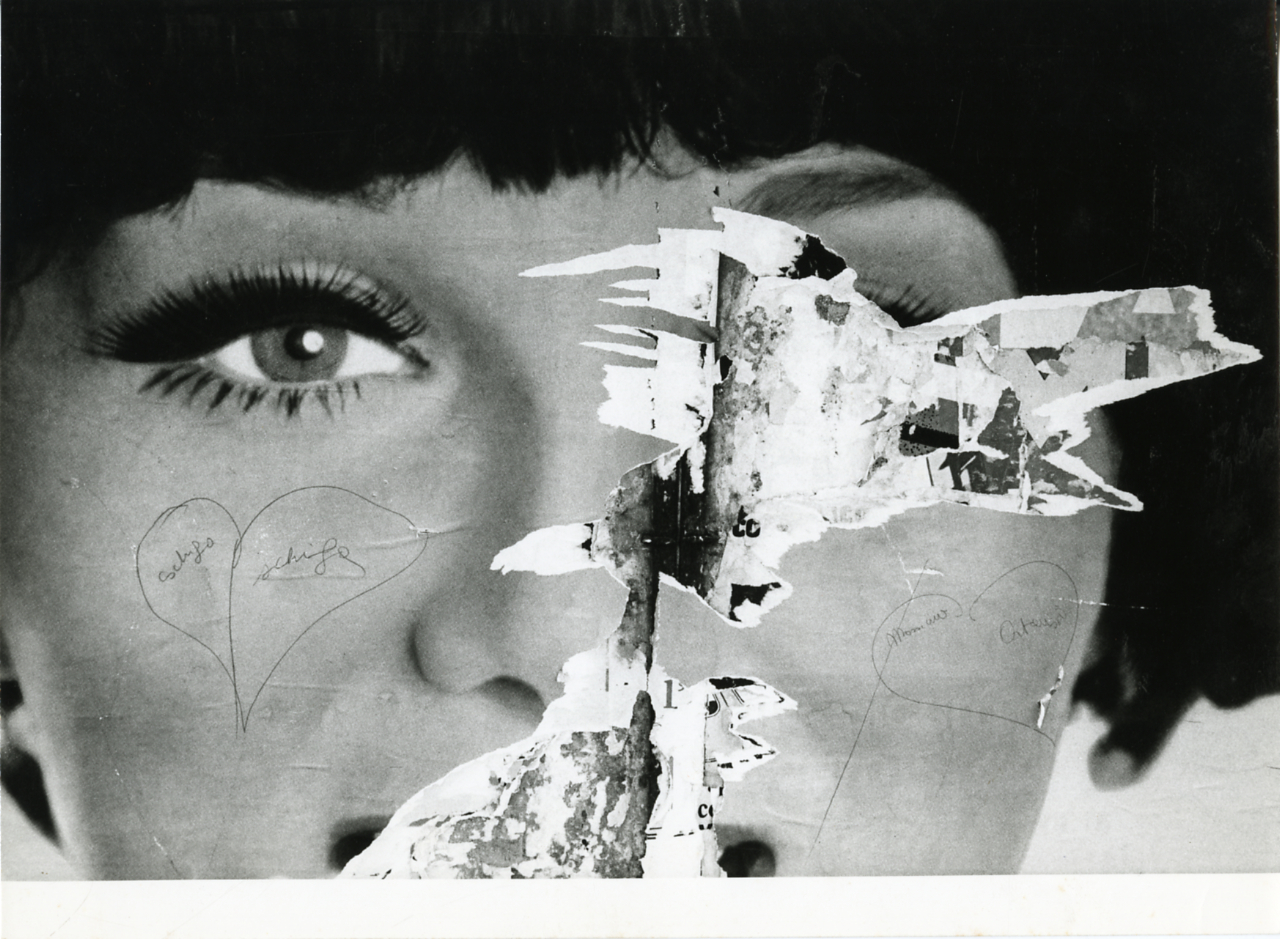
Manifesto strappato, Benátky, 1971
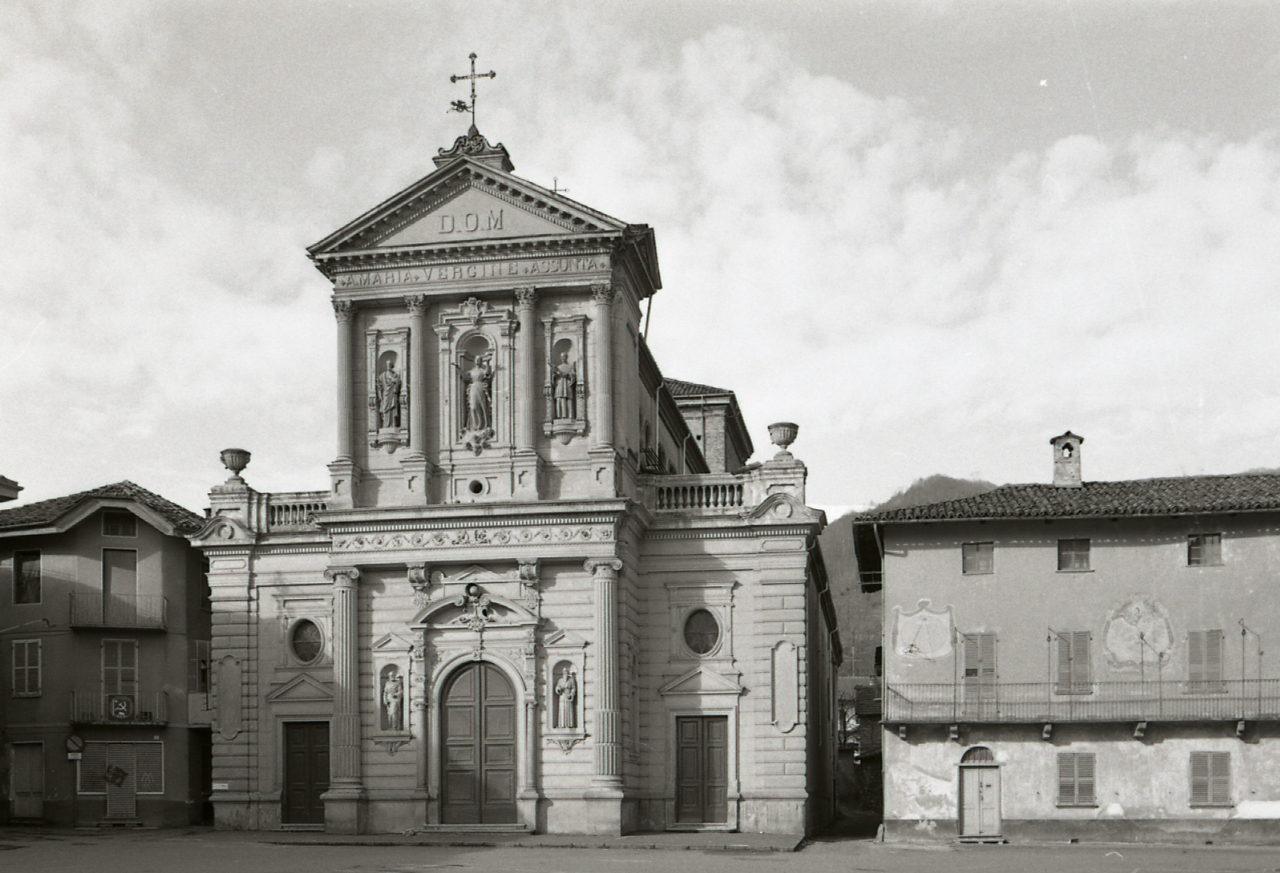
Rocca Canavese, 1979
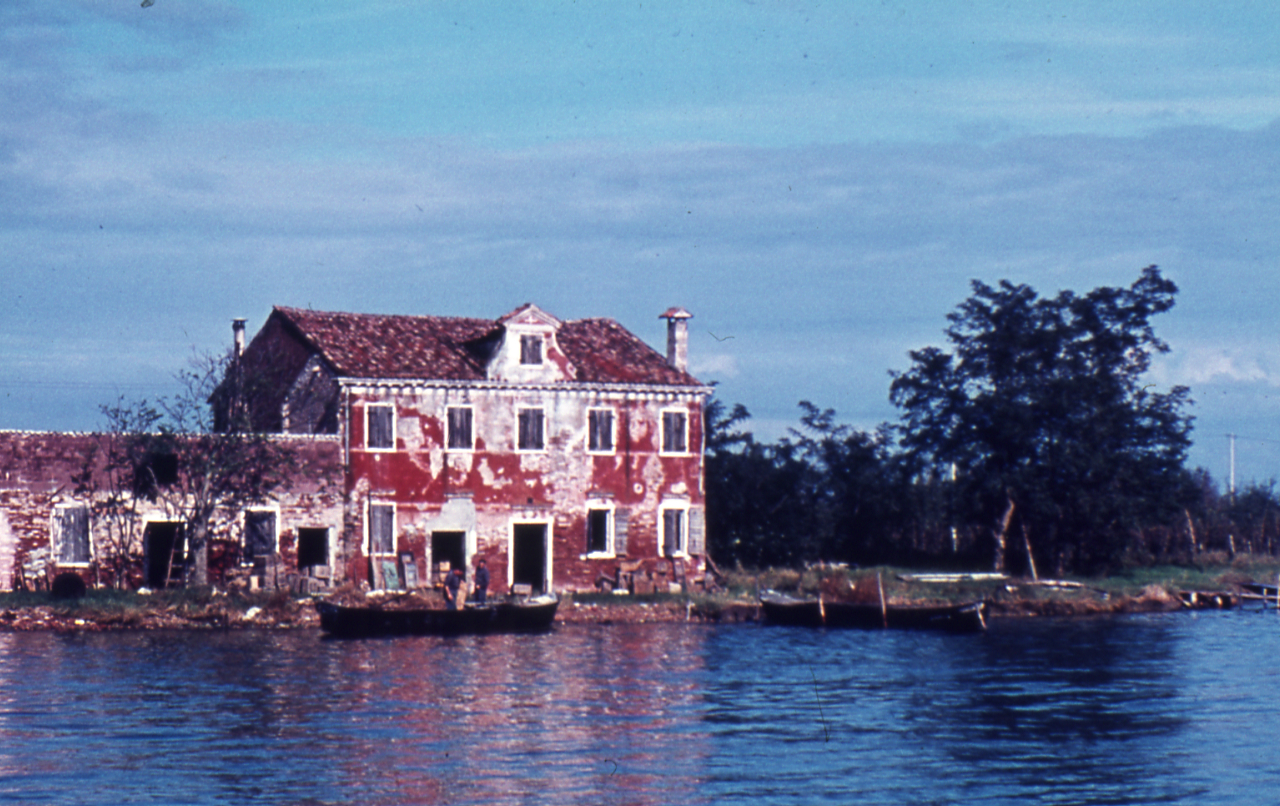
Benátská laguna, 1982
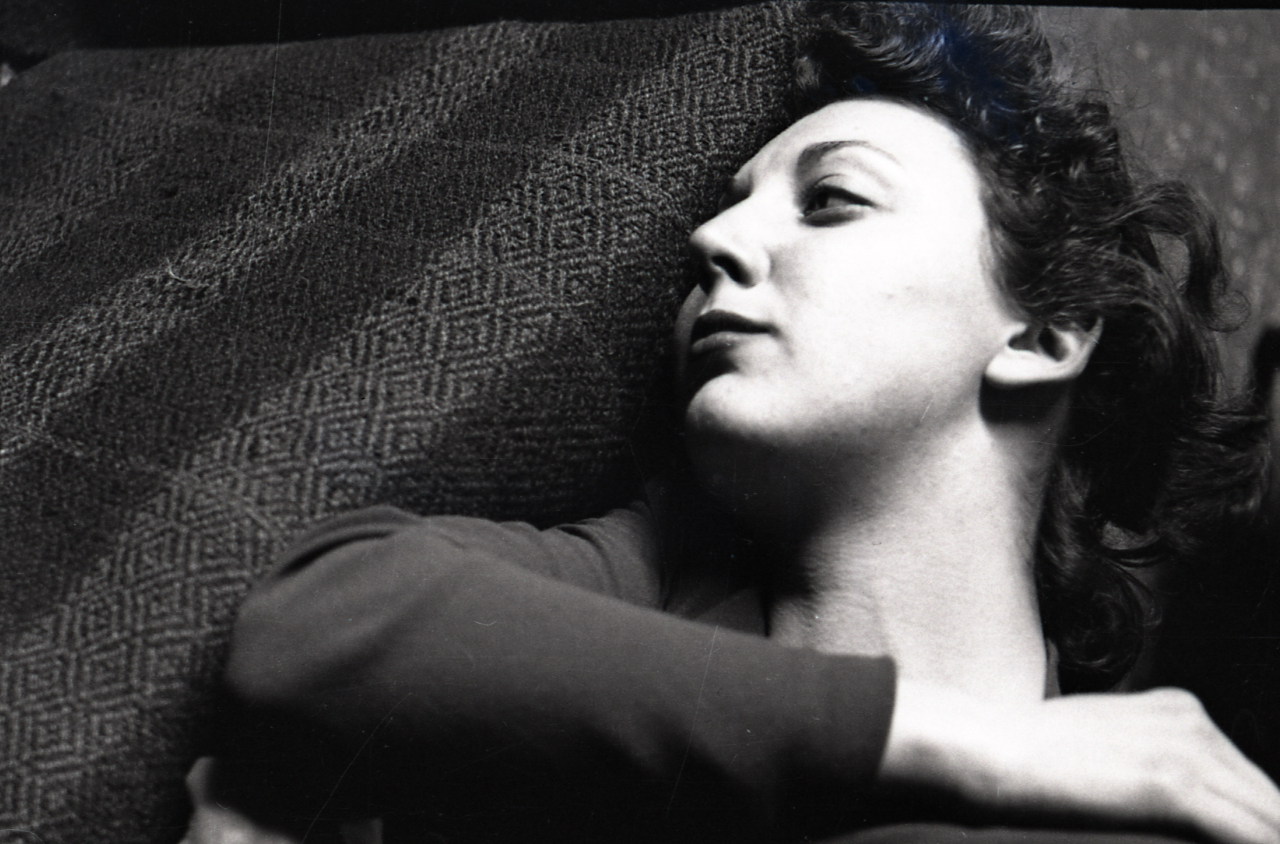
Dámský portrét, 1970